# (100545) 1997 ED30
(100545) 1997 ED30 es un asteroide perteneciente al cinturón de asteroides, descubierto el 9 de marzo de 1997 por el equipo del Spacewatch desde el Observatorio Nacional de Kitt Peak, Arizona, Estados Unidos.

## Designación y nombre
Designado provisionalmente como 1997 ED30.

## Características orbitales
1997 ED30 está situado a una distancia media del Sol de 2,682 ua, pudiendo alejarse hasta 3,375 ua y acercarse hasta 1,989 ua. Su excentricidad es 0,258 y la inclinación orbital 14,12 grados. Emplea 1604,45 días en completar una órbita alrededor del Sol.

## Características físicas
La magnitud absoluta de 1997 ED30 es 15.